# Love Is Hell pt. 2
Love Is Hell pt. 2 je EP Ryana Adamsa objavljen 9. prosinca 2003. Album je spojen s Love Is Hell pt. 1 i 4. svibnja 2004. objavljen kao Love Is Hell

## Popis pjesama
1. "My Blue Manhattan"
2. "Please Do Not Let Me Go"
3. "City Rain, City Streets"
4. "I See Monsters"
5. "English Girls Approximately"
6. "Thank You Louise"
7. "Hotel Chelsea Nights"
8. "Fuck the Universe" (bonus pjesma za britansko tržište)
9. "Twice As Bad As Love" (bonus pjesma za britansko tržište)